# 160 (szám)
A 160 (százhatvan) a 159 és 161 között található természetes szám.
A 160 az első 11 prímszám összege:
2 + 3 + 5 + 7 + 11 + 13 + 17 + 19 + 23 + 29 + 31 = 160
továbbá az első 3 prímszám köbének az összege:
{\displaystyle 2^{3}+3^{3}+5^{3}=160}